# Mardeuil
Mardeuil est une commune française, située dans le département de la Marne en région Grand Est.

## Géographie

### Localisation
Mardeuil se situe dans la Vallée de la Marne, à 3 km du centre-ville d'Épernay. La commune, qui culmine à 73 mètres d'altitude, compte environ 180 hectares de vignes.

### Géologie et relief
Hydrogéologie et climatologie : Système d’information pour la gestion des eaux souterraines en Seine-Normandie, par le BRGM :
Territoire communal : Occupation du sol (Corinne Land Cover); Cours d'eau (BD Carthage),
Géologie : Carte géologique; Coupes géologiques et techniques,
 Hydrogéologie : Masses d'eau souterraine; BD Lisa; Cartes piézométriques.

### Sismicité
Commune située dans une zone 1 de sismicité très faible.
| Damery     | Cumières | Hautvillers |
| Vauciennes | Mardeuil | Épernay     |
|            | Épernay  |             |

### Hydrographie
La commune est dans la région hydrographique « la Seine de sa source au confluent de l'Oise (exclu) » au sein du bassin Seine-Normandie. Elle est drainée par la Marne et la Fausse Marne,.
La Marne  prend sa source sur le plateau de Langres, dans la commune de Saints-Geosmes (Haute-Marne) et se jette dans la Seine entre Charenton-le-Pont et Alfortville (Val-de-Marne) dans le quartier de Conflans-l'Archevêque. 

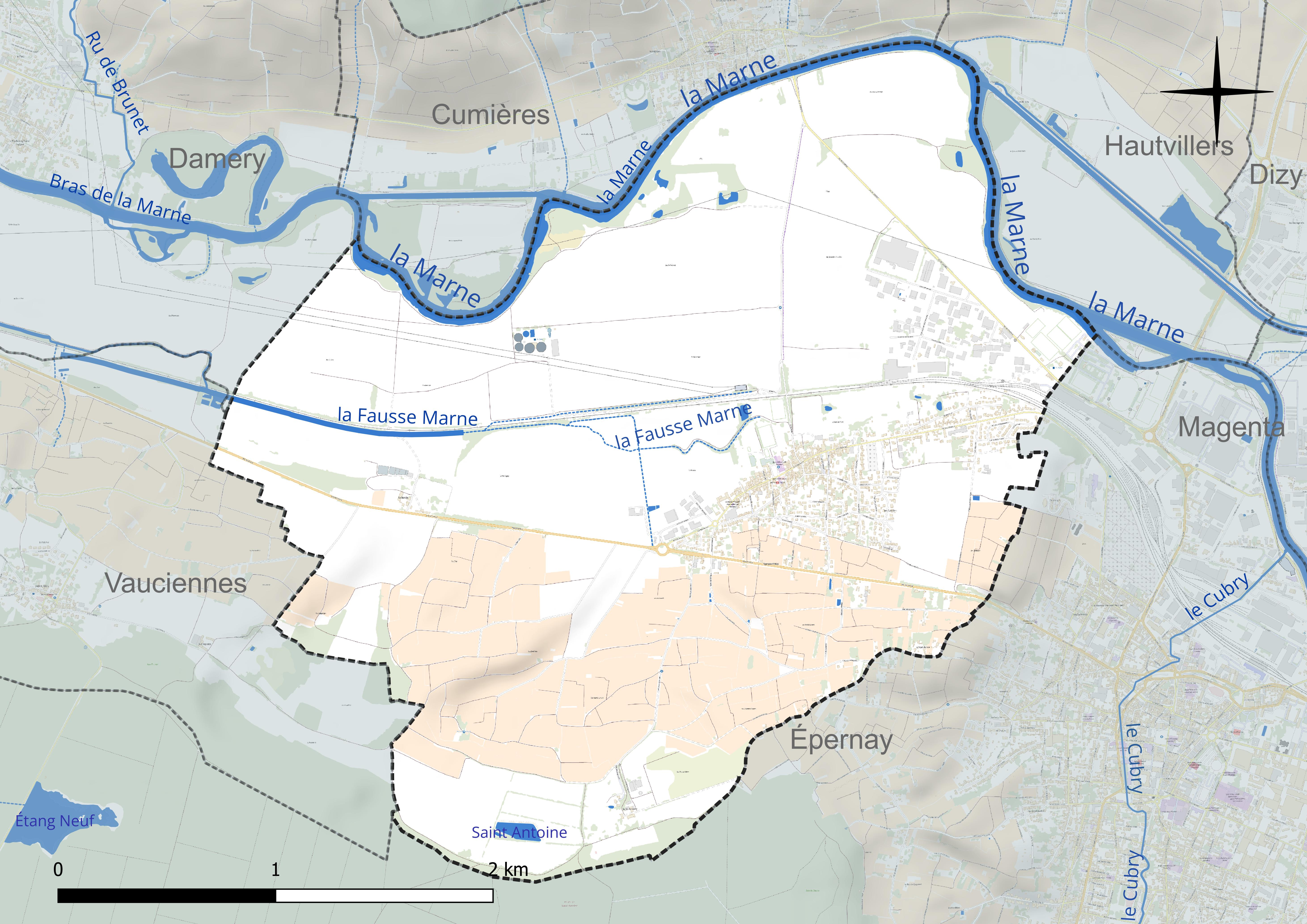
Réseau hydrographique de Mardeuil.

Un plan d'eau complète le réseau hydrographique : Saint Antoine (1,3 ha),.

### Climat
Pour des articles plus généraux, voir Climat du Grand Est et Climat de la Marne.
En 2010, le climat de la commune est de type climat océanique dégradé des plaines du Centre et du Nord, selon une étude du Centre national de la recherche scientifique s'appuyant sur une série de données couvrant la période 1971-2000. En 2020, Météo-France publie une typologie des climats de la France métropolitaine dans laquelle la commune est exposée à un climat océanique altéré et est dans la région climatique  Nord-est du bassin Parisien, caractérisée par un ensoleillement médiocre, une pluviométrie moyenne régulièrement répartie au cours de l’année et un hiver froid (3 °C). 
Pour la période 1971-2000, la température annuelle moyenne est de 10,7 °C, avec une amplitude thermique annuelle de 15,7 °C. Le cumul annuel moyen de précipitations est de 695 mm, avec 11 jours de précipitations en janvier et 8 jours en juillet. Pour la période 1991-2020, la température moyenne annuelle observée sur la station météorologique de Météo-France la plus proche, « Chouilly », sur la commune de Chouilly à 7 km à vol d'oiseau, est de 11,4 °C et le cumul annuel moyen de précipitations est de 668,9 mm. 
La température maximale relevée sur cette station est de 40,3 °C, atteinte le 25 juillet 2019 ; la température minimale est de −12,3 °C, atteinte le 5 février 2012,,. 
Les paramètres climatiques de la commune ont été estimés pour le milieu du siècle (2041-2070) selon différents scénarios d'émission de gaz à effet de serre à partir des nouvelles projections climatiques de référence DRIAS-2020. Ils sont consultables sur un site dédié publié par Météo-France en novembre 2022.

## Urbanisme

### Typologie
Au 1er janvier 2024, Mardeuil est catégorisée ceinture urbaine, selon la nouvelle grille communale de densité à sept niveaux définie par l'Insee en 2022.
Elle appartient à l'unité urbaine d'Épernay, une agglomération intra-départementale regroupant sept  communes, dont elle est une commune de la banlieue,,. Par ailleurs la commune fait partie de l'aire d'attraction d'Épernay, dont elle est une commune de la couronne,. Cette aire, qui regroupe 44 communes, est catégorisée dans les aires de 50 000 à moins de 200 000 habitants,.

### Occupation des sols
L'occupation des sols de la commune, telle qu'elle ressort de la base de données européenne d’occupation biophysique des sols Corine Land Cover (CLC), est marquée par l'importance des territoires agricoles (86,5 % en 2018), en diminution par rapport à 1990 (87,4 %). La répartition détaillée en 2018 est la suivante : 
terres arables (52,3 %), cultures permanentes (23,4 %), zones urbanisées (7,9 %), prairies (6,3 %), zones agricoles hétérogènes (4,6 %), zones industrielles ou commerciales et réseaux de communication (3,9 %), forêts (1,1 %), espaces verts artificialisés, non agricoles (0,7 %). L'évolution de l’occupation des sols de la commune et de ses infrastructures peut être observée sur les différentes représentations cartographiques du territoire : la carte de Cassini (XVIIIe siècle), la carte d'état-major (1820-1866) et les cartes ou photos aériennes de l'IGN pour la période actuelle (1950 à aujourd'hui).

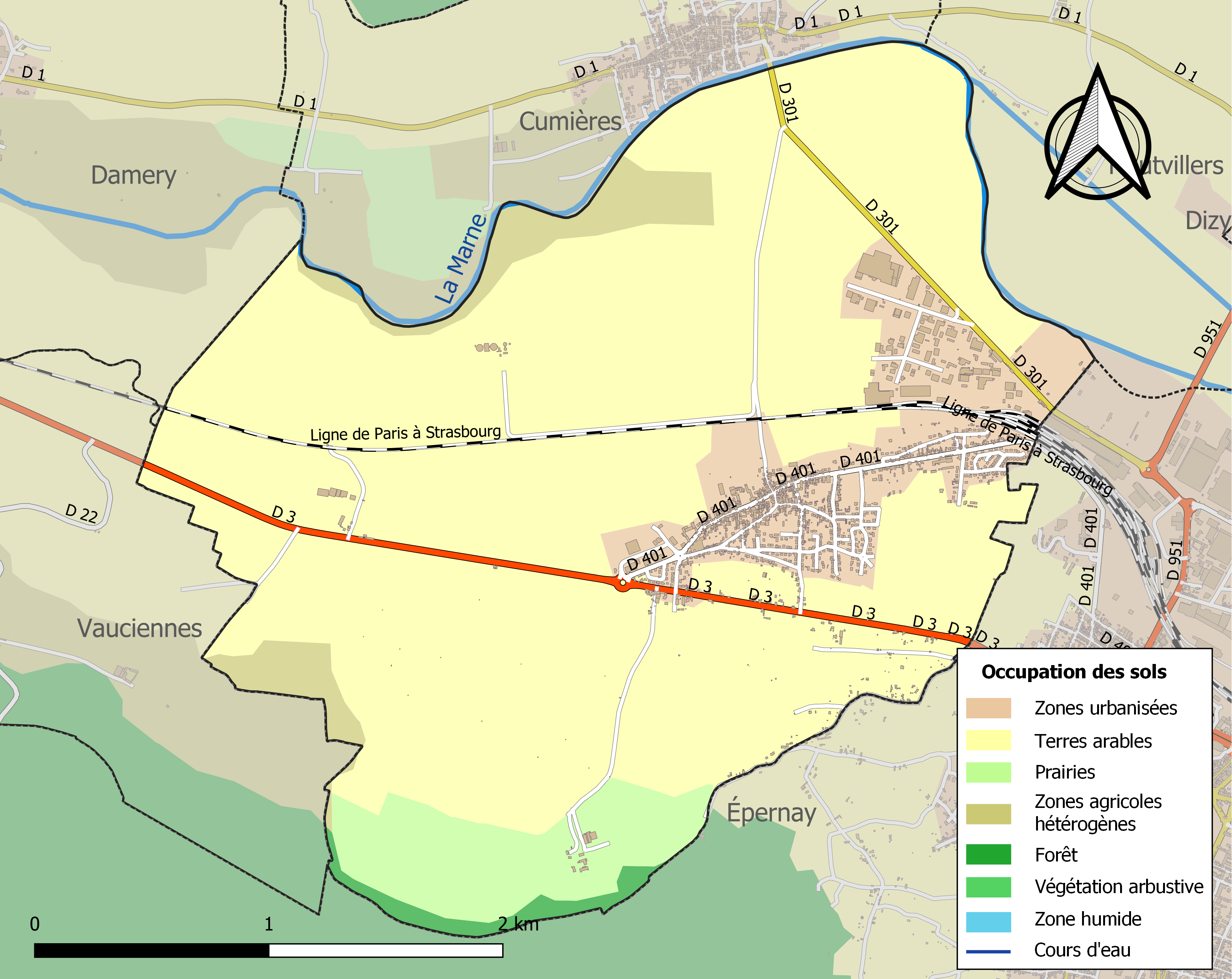
Carte des infrastructures et de l'occupation des sols de la commune en 2018 (CLC).

### Quartiers
La ville de Mardeuil est composée de plusieurs quartiers, une zone industrielle et une zone artisanale:
- Le Vieux Mardeuil se situe au centre de la ville, on y trouve la mairie, les écoles primaire et maternelle, le restaurant scolaire, la garderie, une auberge, un salon de coiffure, une boulangerie, un gymnase, un hall multisports, un terrain de tennis en plein air et un terrain de football. De multiples activités y sont pratiquées.
- Les Carrés construit en 1969 se situe au sud, on n'y trouve que des habitations.
- La Rivette construit en 1973 se situe au sud-ouest, on y trouve des habitations et l'ancienne coopérative.
- L'Arbre Sec construit en 1976 se situe au nord-est, on n'y trouve que des habitations.
- Les Semons construit en 1979 se situe également au nord-est de la ville, on n'y trouve aussi que des habitations.
- Les Carelles construit en 1982 se situe au sud-ouest, on y trouve des habitations.
- Les Champs construit en 2001 est le plus récent des quartiers de Mardeuil, fin 2011 a été rajouté au lotissement le Jardin des Carelles  où l'on trouve des locations et des maisonnettes pour les personnes âgés.
- La Zone Industrielle qui se situe entre Cumières et Épernay, on y trouve beaucoup d'entreprises viticoles.
- La Zone Artisanale la Cerisière se situe au nord-ouest, on y trouve la nouvelle coopérative et de nombreuses entreprises.

### Voies de communications et transports

#### Voies routières
La commune est traversée par l'ancienne route nationale 3 (D 3) reliant Château-Thierry à Épernay.

#### Transports en commun
Bien que la ligne ferroviaire de Paris à Strasbourg traverse le territoire communal, Mardeuil ne possède pas de gare. La gare de chemin de fer la plus proche est la gare d'Épernay.
Membre de la communauté d'agglomération Épernay, Coteaux et Plaine de Champagne, Mardeuil est desservie par deux lignes du réseau de transports urbains Mouvéo, qui ont leur terminus sur la commune : la ligne 5 entre la gare routière d'Épernay et l'arrêt Mardeuil-Henri Martin ainsi que la ligne 9 entre la gare routière d'Épernay et la zone industrielle de Mardeuil. La commune bénéficie également du service de transport à la demande (TAD) du réseau Mouvéo : l'arrêt Z.I. Mardeuil est le terminus de la ligne F, qui propose en 2025 six allers et six retours par jour (du lundi au samedi hors jours fériés).

## Toponymie
Le nom de la localité est attesté sous les formes Merdoil (commencement du XIe siècle) ; Mardolium (1198) ; Marduel (1222) ; Martolium (1239) ; Mardueil (vers 1274) ; Morduel (vers 1308) ; Mordueil (1318) ; Merdeul (1362) ; Mardeul (1442).

Mardeuil, du latin mara duna « colline humide (marécageuse) » ou du gaulois marto « bœuf», à l'origine du nom d'homme Mardus, avec le gaulois ialo (« champ, clairière »)[réf. nécessaire].

## Histoire
En 1156 Mardeuil, écart d'Épernay compte 7 à 8 maisons. En 1198 la chapelle dédiée à saint Fiacre n'a pas de fonts baptismaux. En 1647 un cimetière est établi derrière la chapelle. En 1693 Mardeuil devient une paroisse dédiée à saint Thomas de Canturbery. En 1792 le curé établit le dernier acte d'état civil. 
En 1801 le premier maire, M. Maillet est élu. En 1845 on signale « une maison commune, une maison d'école, un presbytère, une pompe à incendie, une place nommée Jard où se voit la plus curieuse des fontaines du village ». En 1860 le cimetière actuel est créé. Une horloge communale est achetée en 1878. En 1880 on inaugure le bâtiment mairie-école. 
Lors de la révolte vigneronne en 1911, l'armée cantonne devant l'église. C'est en 1913 qu'arrive l'électricité. En 1914-1918 trente trois enfants sont morts pour la France. La salle des fêtes est construite en 1927. 
Pendant la Seconde Guerre mondiale, le pont sur la Marne est détruit, le P.38 du pilote américain L. Lutz est abattu au-dessus du village. 
Deux habitants ont par ailleurs été admis parmi les 4281 Justes parmi les nations de France pour avoir sauvé des personnes juives persécutées par le régime nazi et le gouvernement de Vichy : Albert Didier et Suzanne Didier.
1956 voit la construction de la coopérative viticole et en 1983 c'est l'arrivée du gaz.

## Politique et administration

### Tendances politiques et résultats
Lors des élections municipales de 2014 dans la Marne, la liste DVG  menée par le maire sortant Pierre Martinet est la seule candidate et obtient la totalité des suffrages exprimés, avec 698 voix (19 conseiller municipaux élus dont 2 communautaires). Lors de ce scrutin, 37,85 % des inscrits se sont abstenus et 100 ont voté blanc (12,53 % des inscrits).
Lors des élections municipales de 2020 dans la Marne, la liste menée par Denis de Chillou de Churet était la seule candidate et a obtenu la totalité des suffrages exprimés, avec 432 voix (19 conseillers municipaux élus dont 2 communautaires). Lors de ce scrutin marqué par la Pandémie de Covid-19 en France, 61,78 des électeurs se sont abstenus et 45 ont voté blanc ou nul.

### Rattachements administratifs et électoraux
Rattachements administratifs
La commune se trouve  dans l'arrondissement d'Épernay du département de la Marne.
Elle faisait partie de 1793 à 1973  du canton d'Épernay, année où celui-ci est scindé et la commune rattachée au canton d'Épernay-2. Dans le cadre du redécoupage cantonal de 2014 en France, cette circonscription administrative territoriale a disparu, et le canton n'est plus qu'une circonscription électorale.
Rattachements électoraux
Pour les élections départementales, la commune fait partie depuis 2014 du canton d'Épernay-1.
Pour l'élection des députés, elle fait partie de la cinquième circonscription de la Marne.

### Intercommunalité
Mardœuil était membre de la communauté de communes Épernay Pays de Champagne, un établissement public de coopération intercommunale (EPCI) à fiscalité propre créé en 2001 et auquel la commune avait transféré un certain nombre de ses compétences, dans les conditions déterminées par le code général des collectivités territoriales. Cette intercommunalité succédait au  district urbain d'Epernay, créé en 1966 par  Épernay, Pierry, Magenta et Mardeuil, et auquel d'autres collectivités ont depuis adhéré.
Dans le cadre des dispositions de la loi portant nouvelle organisation territoriale de la République du 7 août 2015, qui prévoit que les établissements publics de coopération intercommunale (EPCI) à fiscalité propre doivent avoir un minimum de 15 000 habitants, cette intercommunalité a fusionné avec la communauté de communes de la Région de Vertus pour former, le 1er janvier 2017, la communauté d'agglomération Épernay, Coteaux et Plaine de Champagne dont est désormais membre la commune.

### Liste des maires
| Période                                  | Période                 | Identité                   | Étiquette | Qualité |
| ---------------------------------------- | ----------------------- | -------------------------- | --------- | --- |
| Les données manquantes sont à compléter. |                         |                            |           | |
| mars 2001                                | mai 2020                | Pierre Martinet            | PCF       | Vice-président de la CC Épernay Pays de Champagne (2014 → 16) Vice-président de la CA Épernay, Coteaux et Plaine de Champagne (2017 → 2020) |
| mai 2020                                 | En cours (au 2/12/2020) | Denis de Chillou de Churet | SE        | Vice-président de la CA Épernay, Coteaux et Plaine de Champagne (2020 → )                                                                   |

### Budget et fiscalité 2021
En 2021, le budget de la commune était constitué ainsi :
- total des produits de fonctionnement : 1 581 000 €, soit 1 047 € par habitant ;
- total des charges de fonctionnement : 1 571 000 €, soit 1 040 € par habitant ;
- total des ressources d'investissement : 222 000 €, soit 147 € par habitant ;
- total des emplois d'investissement : 302 000 €, soit 200 € par habitant ;
- endettement : 454 000 €, soit 301 € par habitant.

Avec les taux de fiscalité suivants :
- taxe d'habitation : 21,11 % ;
- taxe foncière sur les propriétés bâties : 33,98 % ;
- taxe foncière sur les propriétés non bâties : 34,08 % ;
- taxe additionnelle à la taxe foncière sur les propriétés non bâties : 0,00 % ;
- cotisation foncière des entreprises : 0,00 %.

Chiffres clés Revenus et pauvreté des ménages en 2020 : médiane en 2020 du revenu disponible, par unité de consommation : 24 430 €.

## Équipements et services publics

### Eau et déchets
L'approvisionnement en eau potable et l'assainissement des eaux usées sont des compétences de la communauté d'agglomération Épernay Agglo Champagne, gérées par le biais de son service « Régie Eau et Assainissement » depuis le 1er janvier 2022. La commune de Mardeuil est alimentée en eau potable par plus de trois captages. L'assainissement collectif y est assuré par la Société d'Assainissement de l'Agglomération d'Épernay, qui gère la station d'épuration d'Épernay-Mardeuil dans le cadre d'une délégation de service public confiée à Suez de 2022 à 2030.
La communauté d'agglomération est également compétente en matière de déchets. La collecte des ordures ménagères résiduelles, des déchets recyclables et des biodéchets est réalisée en porte à porte, par mise à disposition de trois bacs distincts. La communauté d'agglomération adhèrant au syndicat de valorisation des ordures ménagères de la Marne (SYVALOM), ces déchets sont amenés au centre de transfert départemental de Pierry puis valorisés sur le site de La Veuve. La collecte du verre et des textiles se fait en apport volontaire. La communauté d'agglomération met par ailleurs trois déchèteries à disposition de ses habitants : à Magenta, Pierry et Voipreux.

### Enseignement
Mardeuil fait partie de l'académie de Reims.
La commune dispose d'une école primaire, regroupant maternelle et élémentaire. Installée place de la commune de Paris, l'école primaire de la Fontaine est fréquentée par 125 élèves (chiffres 2024-2025). La mairie propose un service de restauration scolaire, un accueil périscolaire, un accueil de loisirs les mercredis et un accueil de loisirs extrascolaire pendant les vacances.
Après le primaire, les enfants de Mardeuil sont rattachés au collège Côte-Legris d'Épernay, puis au lycée Stéphane-Hessel d'Épernay.

### Santé
Professionnels et établissements de santé :
- Médecins à Mardeuil, Épernay, Magenta,
- Pharmacies à Épernay, Magenta,
- Hôpitaux à Épernay, Rosnay, Reims.
- Centre hospitalier universitaire de Reims.

### Postes et télécommunications
Mardeuil dispose d'une agence postale communale, installée rue Jean Jaurès. À défaut, le bureau de poste d'Épernay Saint-Martin est le plus proche.
Quatre boîtes aux lettres de La Poste se trouvent par ailleurs sur le territoire de la commune : avenue Paul Langevin, rue Jean Jaurès, rue Émile Zola et rue de la Liberté.

### Justice, sécurité et secours
Du point de vue judiciaire, Mardeuil relève du conseil de prud'hommes d'Épernay, du tribunal de commerce de Reims, du tribunal de proximité, du tribunal judiciaire, du tribunal paritaire des baux ruraux et du tribunal pour enfants de Châlons-en-Champagne, dans le ressort de la cour d'appel de Reims. Pour le contentieux administratif, la commune dépend du tribunal administratif de Châlons-en-Champagne et de la cour administrative d'appel de Nancy.
Mardeuil est située en secteur Police nationale et dépend du commissariat d'Épernay.
En matière d'incendie et de secours, la caserne la plus proche est celle d'Épernay, rattachée au Service départemental d'incendie et de secours (SDIS) de la Marne.

## Population et société

### Démographie

#### Évolution démographique
Les habitants de la commune sont les Mardouillats et les Mardouillates.
L'évolution du nombre d'habitants est connue à travers les recensements de la population effectués dans la commune depuis 1793. Pour les communes de moins de 10 000 habitants, une enquête de recensement portant sur toute la population est réalisée tous les cinq ans, les populations de référence des années intermédiaires étant quant à elles estimées par interpolation ou extrapolation. Pour la commune, le premier recensement exhaustif entrant dans le cadre du nouveau dispositif a été réalisé en 2006.

En 2022, la commune comptait 1 463 habitants, en évolution de −3,3 % par rapport à 2016 (Marne : −1,19 %, France hors Mayotte : +2,11 %).
| 1793 | 1800 | 1806 | 1821 | 1831 | 1836 | 1841 | 1846 | 1851 |
| ---- | ---- | ---- | ---- | ---- | ---- | ---- | ---- | ---- |
| 400  | 450  | 469  | 476  | 561  | 538  | 536  | 565  | 578  |

| 1856 | 1861 | 1866 | 1872 | 1876 | 1881 | 1886 | 1891 | 1896 |
| ---- | ---- | ---- | ---- | ---- | ---- | ---- | ---- | ---- |
| 609  | 636  | 678  | 685  | 700  | 720  | 816  | 804  | 795  |

| 1901 | 1906 | 1911 | 1921 | 1926  | 1931  | 1936  | 1946 | 1954  |
| ---- | ---- | ---- | ---- | ----- | ----- | ----- | ---- | ----- |
| 802  | 807  | 842  | 914  | 1 022 | 1 055 | 1 056 | 966  | 1 007 |

| 1962  | 1968  | 1975  | 1982  | 1990  | 1999  | 2006  | 2011  | 2016  |
| ----- | ----- | ----- | ----- | ----- | ----- | ----- | ----- | ----- |
| 1 085 | 1 084 | 1 335 | 1 512 | 1 671 | 1 520 | 1 563 | 1 531 | 1 513 |

| 2021  | 2022  | - | - | - | - | - | - | - |
| ----- | ----- | - | - | - | - | - | - | - |
| 1 469 | 1 463 | - | - | - | - | - | - | - |

### Cultes
- Culte catholique, Paroisse Saint Remi D’Épernay[57], Diocèse de Châlons-en-Champagne.

## Économie

### Entreprises et commerces

#### Agriculture
- Culture de la vigne.
- Élevage de chevaux et d'autres équidés.

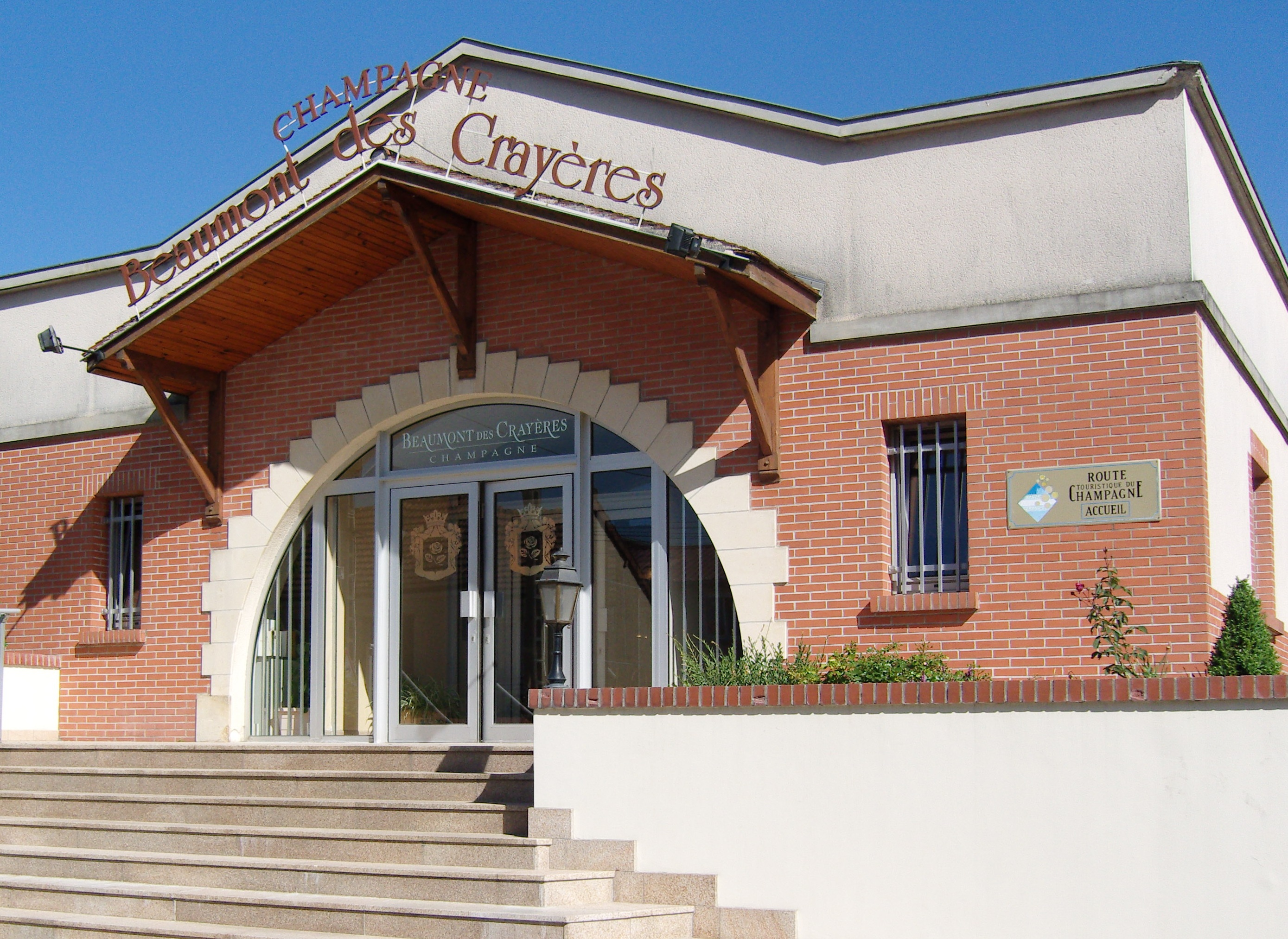
Caveau Champagne Beaumont des Crayères.

- Culture de céréales, de légumineuses et de graines oléagineuses.
- L’Ecole pratique de Viticulture Moët & Chandon et son laboratoire de recherches en viticulture et œnologie dits « Fort Chabrol »[58].
- La coopérative Acolyance[59].

#### Tourisme
- Hébergements et restauration à Épernay, Vauciènnes, Pierry, Damery.

#### Commerces
Commerces et services de proximité.
Il existe actuellement une zone industrielle de 50 hectares, au nord du village, située allée de Cumières.
Une zone Artisanale dénommée la Cerisière, à l’ouest du village pour la même superficie a été créée dans le but d'accueillir les viticulteurs mardouillats ainsi que quelques artisans locaux,.

## Culture et patrimoine

### Lieux et monuments

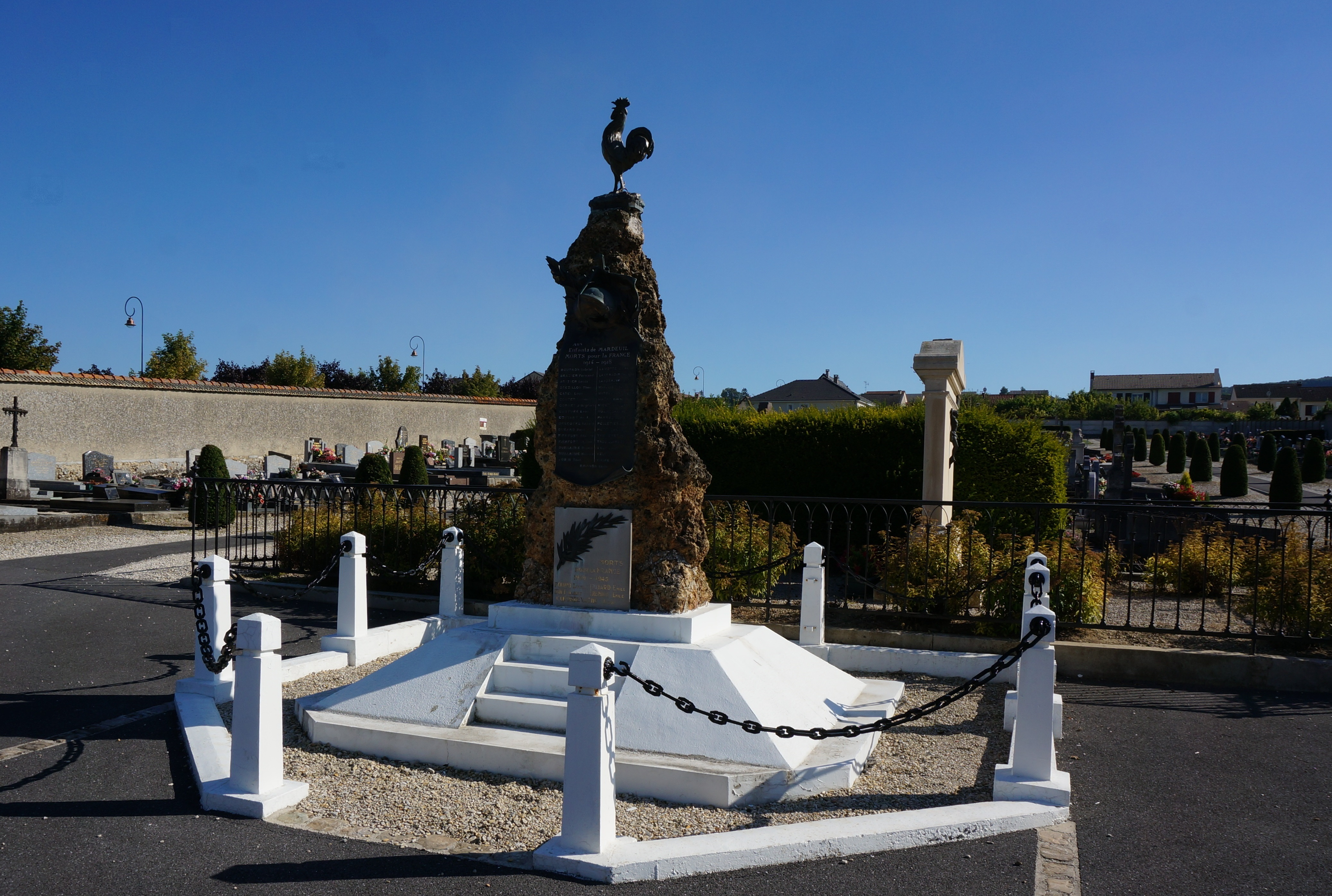
Monument aux morts dans le cimetière.

Dessin de la vallée de la Marne
- Château Saint-Antoine[61].

- Fontaines :

des trois maillets,
du jard.
- Orphelinat de la Borne[62].
- Monument aux morts[63] : Conflits commémorés : Guerres 1914-1918 - 1939-1945[64].
- La plus grande bouteille du monde. Haute de 1,76 m et de 1,66 m de circonférence, elle a une contenance de 260 bouteilles et le plus gros bouchon en liège du monde figurant dans le Livre Guinness des records. Ces deux curiosités sont visibles au caveau de la Maison de Champagne Beaumont des Crayères.

### Héraldique
| Armes de Mardeuil | Les armes de Mardeuil se blasonnent ainsi : d'azur à la bande d'argent côtoyée de deux doubles cotices potencées et contre-potencées d'or, au pressoir aussi d'argent brochant sur le tout. |

### Personnalités liées à la commune
- Leroy Lutz : Pilote américain abattu au-dessus du village pendant la Seconde Guerre mondiale, le 22 juin 1944[66].